# FC Bnei Sachnin
Der  FC Bnei Sachnin (hebräisch איחוד בני סכנין, arabisch اتحاد أبناء سخنين, DMG Ittiḥād Abnāʾ Saḫnīn ‚Vereinigte Söhne von Sachnin‘) ist ein israelischer Fußballverein in Sachnin. Er spielt in der höchsten Spielklasse Israels, der Ligat ha’Al. Die Vereinsfarben sind rot-weiß.

## Geschichte
Der Klub wurde 1996 als Fusion der beiden Klubs aus der Stadt Sachnin Hapoel und Maccabi gegründet. Der Verein nahm den Namen Ichud (arabisch Ittihad, deutsch vereint) an. Obwohl der Verein die beiden Namen Hapoel und Maccabi aus dem Klubnamen gestrichen hat, wird der Verein bei der UEFA als Hapoel Bnei Sachnin geführt.
2003 schaffte der Verein mit dem zweiten Platz in der zweiten israelischen Liga das erste Mal den Aufstieg in die höchste Spielklasse des Landes. Bnei Sachnin war zusammen mit Maccabi Ahi Nazareth der dritte arabische Klub des Landes (nach Hapoel Taibe 1995/96), der den Aufstieg in die höchste Spielklasse, der Ligat ha’Al schaffte. Nach dem Aufstieg konnte sich der Verein bis 2006 in der Liga halten. In diese Zeit fiel auch der größte Erfolg der Klubgeschichte, der Gewinn des israelischen Pokals 2004. Ein Jahr nach dem Abstieg stieg der Verein wieder auf. Mit dem 4. Platz in der Saison 2007/08 qualifizierte sich Bnei Sachnin für die 2. Runde im UEFA Intertoto Cup.
Die weiteren Jahre waren wechselhaft. Die beste Platzierung in der obersten Spielklasse war ein fünfter Platz 2016 und 2017. 2019 stieg der Verein als Tabellenletzter ab, konnte aber durch einen fulminanten Schlussspurt in der Aufstiegsrunde der 2. Liga im Jahr darauf (6 Siege in 7 Spielen) als Tabellenzweiter wieder aufsteigen.
Am 1. September 2024 kam es in Beʾer Scheva noch vor der Begegnung mit HaPoʿel Beʾer Scheva zu einem Eklat, da sich die Spieler von Sachnin nach Ausschreitungen weigerten, auf das Spielfeld zu kommen. Zu den Auseinandersetzungen zwischen den Fans war es beim Abspielen der israelischen Hymne gekommen, als einige der Gastzuseher der Hymne ihren Respekt verweigert hatten.

## Fans
Die meisten Fans des Vereins sind arabische Israelis, welche im Vergleich zu den anderen Klubs des Landes in der Minderheit sind. Der Verein hat auch einige jüdische Fans aus dem benachbarten Kibbutz von Sachnin. Außerdem hat der Verein viele Fans aus dem Ausland wie aus Jordanien, Katar und den Vereinigten Arabischen Emiraten.

## Sponsoren
Der Hauptsponsor des Vereins ist der israelische Mobilfunkanbieter Cellcom. Darüber hinaus investierte der israelische Milliardär Arcadi Gaydamak 400.000 US-Dollar in den Verein in der Hoffnung, Frieden für die israelischen Bürger zu bewerben. Das 5.000 Zuschauern Platz bietende Stadion des Vereins, das Doha-Stadion, wurde von Hamad bin Chalifa Al Thani, dem Emir des Emirates Katar, gesponsert und daher entsprechend benannt.

## Erfolge
- Israelischer Fußballpokal: 2004

## Ehemalige Spieler
- Edith Olumide Agoye, ehemaliger Spieler beim FC Schaffhausen, Rot-Weiß Oberhausen in Tunesien und Israel
- Lior Asulin
- Olivier Brassart, ehemaliger Spieler bei den Stuttgarter Kickers in der Schweiz beim FC Alle, in England und Israel
- Kemoko Camara, guineischer Nationalspieler, Spieler in Israel, Belgien und Südafrika
- Ernest Etchi, ehemaliger kamerunischer Nationalspieler
- Dariusz Jackiewicz, ehemaliger Spieler bei Westfalia Herne
- Alain Masudi
- Energy Murambadoro
- Abbas Suan, israelischer Nationalspieler